# Игишев, Александр Сергеевич
Алекса́ндр Серге́евич И́гишев (17 июля 1940, Магадан, Хабаровский край — 6 мая 2011, Одесса) — советский режиссёр игрового и документального кино.

## Биография
Родился 17 июля 1940 года в Магадане. Отец, Сергей Никифорович Игишев — инженер, мать, Александра Николаевна Игишева — директор одной из магаданских школ.
В 1957—1958 работал осветителем в Московском театре драмы и комедии, а также постановщиком учебной студии ВГИКа.
В 1964 году окончил режиссёрский факультет ВГИКа (мастерская М. Ромма). Практиковался на съёмках фильма Григория Козинцева «Король Лир».
В 1971—1974 работал на студии «Беларусьфильм», с 1974 года — режиссёр Одесской киностудии.
В 1987 году спустя год после Чернобыльской аварии снимал документальный фильм в Припяти.
Помимо художественных и документных фильмов (в том числе цикл фильмов «Одесские беседки») режиссировал научно-популярные фильмы.
Скончался 6 мая 2011 года в Одессе на 71-м году жизни.

## Фильмография
- 1963 — Собирающий облака (короткометражный)[2]
- 1972 — Вот и лето прошло…[3]
- 1973 — Быть человеком
- 1976 — Судьба барабанщика
- 1978 — У меня всё нормально
- 1981 — Я — Хортица
- 1982 — Свадебный подарок (совм. с Р. Быковым, Р. Эсадзе)
- 1987 — Чёрная боль (документальный)

## Научно-популярные фильмы
- «Комплексная механизация ремонта железнодорожных вагонов»
- «Техника безопасности при работе с ядохимикатами» (1966)
- «Гигиена жилья»
- «Иван Котляревский» (1967) об Иване Котляревском
- «Полимеры в нашем доме» (1967)
- «Икар-68» (1968)
- «Размышления о любознательности» (1969)
- «Я + Ты = ?» (1970)